# Ranica
Ranica là một đô thị ở tỉnh Bergamo trong vùng Lombardia của nước Ý, có vị trí cách khoảng 50 km về phía đông bắc của Milano và khoảng 5 km về phía đông bắc của Bergamo. Tại thời điểm ngày 31 tháng 12 năm 2004, đô thị này có dân số 5.984 người và diện tích là 4,2 km².
Ranica giáp các đô thị: Alzano Lombardo, Gorle, Ponteranica, Scanzorosciate, Torre Boldone, Villa di Serio.